# تلال كولومبيا

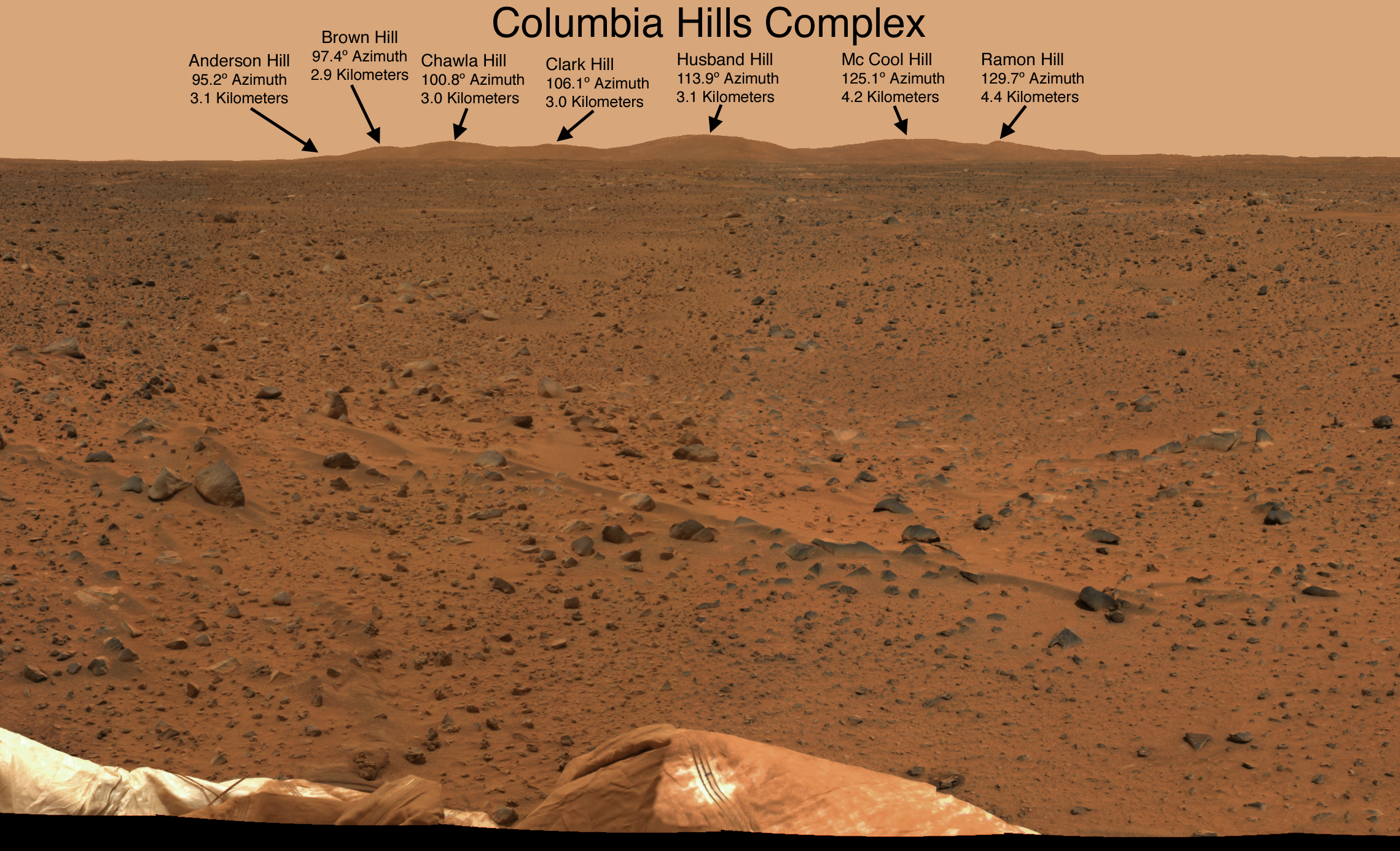
صوره التقطت بواسطة سبيريت يظهر من خلالها تلال لكولومبيا

هي سلسله من التلال المنخفضة الواقعة في فوهة غوسيف على سطح المريخ، وقد درست على وجه الخصوص من قبل متجول استكشاف المريخ سبيريت عندما هبط فيها عام 2004، حيث كانت من المعالم البارزه على سطح الكوكب ولا تبعد عن موقع هبوطه سوى ثلاثة كيلومترات فقط.
سميت التلال من قبل وكالة الفضاء الإمريكية ناسا تيمننا بالمكوك الفضاء كولومبيا الذي تحطم في الغلاف الجوي للأرض، كما ان في الثاني من فبراير لعام 2004 اعطيت لكل قمه من قمم تلك التلال إحدى أسماء الرواد الفضاء السبعة الذين توفوا في الحادث. قضى سبيريت عدة سنين في استكشاف ودراست تلك التلال حتى إنتهاء مهمته في 2010، وكان من المقترح أن تكون هذه المنطقة هي منطقة هبوط مهمة «مارس 2020» قبل تغييرها في نوفمبر 2018.

## أسماء القمم
القمم السبعة تحمل أسماء ركاب المكوك الفضائي كولومبيا الذين لقوا مصرعهم في عام 2003. وأسماء التلال هي (من الشمال إلى الجنوب):
1- تلة اندرسون تيمننا بالرائد الفضاء ميشيل اندرسن.
2- تلة براون تيمننا بالرائد الفضاء ديفيد براون.
3- تلة شافال تيمننا بالرائد الفضاء كالبانا شافال.
4- تلة هزبند تيمننا بالرائد الفضاء ريك هزبند.
5- تلة مك كول تيمننا بالرائد الفضاء ويليام مك كول.
6- تلة رامون تيمننا بالرائد الفضاء ايان رامون.
7- تلة كلارك تيمننا بالرائدة الفضاء لورين كلارك.

## الصخور في تلال كولومبيا

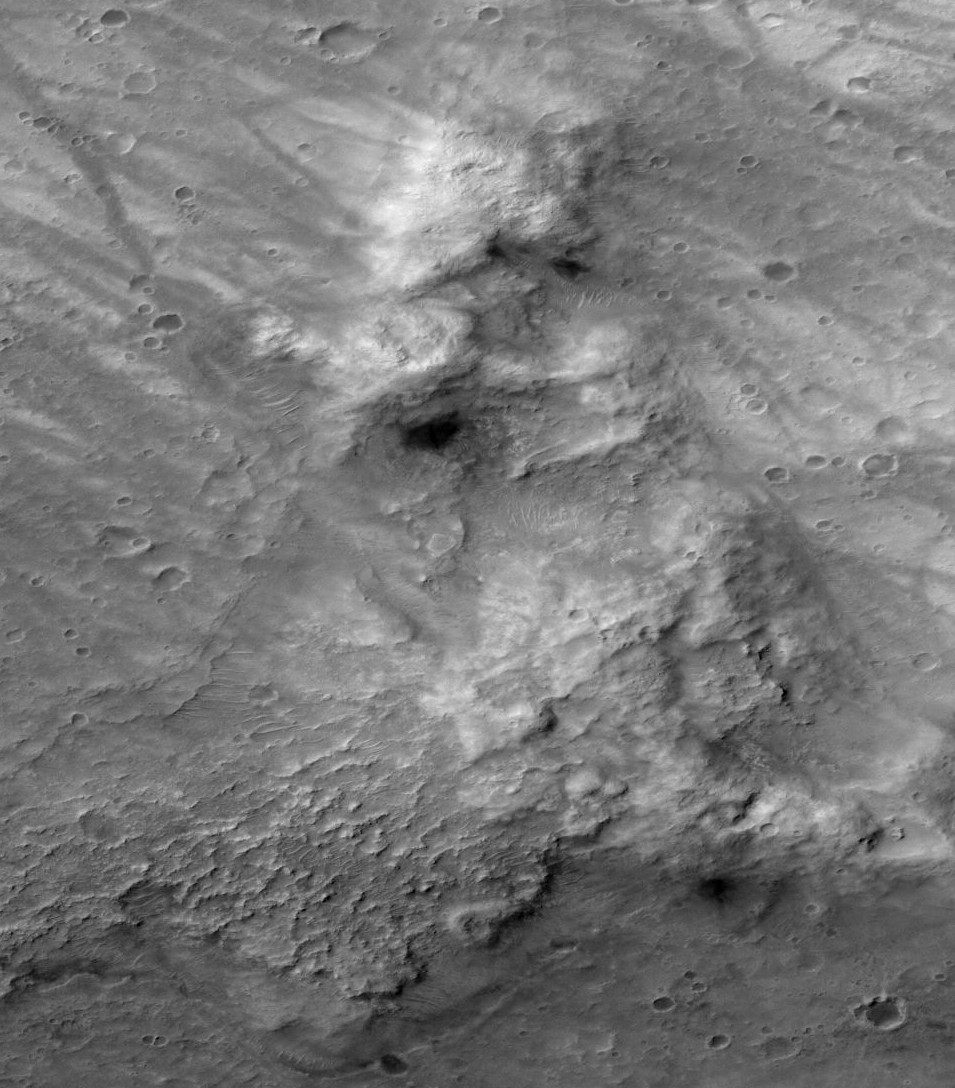
صوره لتلال كولومبيا اخذة بواسطة الاقمار الصناعية.

وجد العلماء من خلال سبيريت تنوع في صخور تلك التلال. حيث تم تصنيفها إلى ستة مجاميع هي:
Clovis، Wishbone، Peace،Watchtower، Backstay، Independence. وقد قيست مكوناتها الكيميائية بواسطة جهاز APXS، ووجد انها تختلف عن بعضها البعض إختلافا كبيراً  اعتماداً على كمية السوائل التي تعرضت لها، حيث انها غنيه بالعناصر كالفوسفور، سولفور، كلورين وبرومين وجميع تلك المعادن يمكن ان تتشكل بواسطة المياه السائله. كما ان صخور كولومبيا تحتوي على البازلت الزجاجي مع كميات متفاوته من الزبرجد الزيتوني والكبريتات  مع العلم ان كمية الزبرجد تتناسب عكسيا مع كمية الكبريتات لان الماء يحلل الأول ولكن يساعد في تكوين الثاني.
تعد مجموعة Clovis مثيره للاهتمام بسبب اكتشاف الجيوتين في مكوناتها الصخريه من قبل مطياف موسباور الخاص بسبيريت حيث الجيوتين لا يتشكل إلا بوجود الماء ليكون هذا أول دليل مباشر على وجود المياه في فوهة غوسيف بالإضافة إلى أن مطياف موسباور أظهر قلة احتواء تلك الضخور على الزبرجد بالرغم من انها قد احتوت على كميات كبيره منه سابقا.
صخور مجموعة Wishstone تحتوي على كميه كبيره من Plagioclase وبعض من الزبرجد والسولفات. بينما صخور Peace تظهر وجود عنصر الكبريت وهو دليل قوي على احاطة المنطقة سابقا بالماء حيث الكبريتات المهدرجه تثير تلك الشكوك. اما صخور التابعة لصنف Watchtower فتفتقر إلى الزبرجد وبنائا على ذلك ربما قد طرا هذا التغيير بفعل الماء.
مجموعة صخور Independence تظهر اشارات على احتواءها للمعادن الطينيه حيث تلك المعادن تحتاج للتعرض للماء لفترة مقبوله حتى تتشكل.

## أنواع الترب في تلال كولومبيا

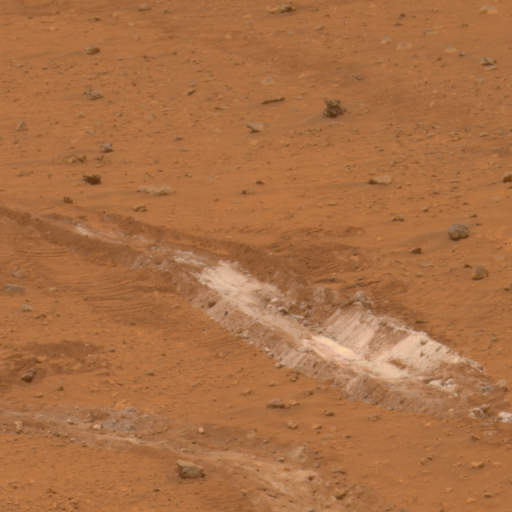
السيليكا المكتشف بواسطة سبيريت

عثر في تلك التلال على صنف من التربة أطلق عليه تسمية Paso Robles حيث يعتقد العلماء انها رسوبات متبخره لاحتوائها على كميات كبيره من الكبريت، الفوسفور، الكالسيوم والحديد. حيث من خلال جهاز المطياف تبين ان اغلبيت الحديد الموجود في التربة قد تأكسد وشكل +++Fe حيث تحدث هذه الظاهرة عند وجود الماء فقط.
كما عثر الجوال في السنة الثالثة له على سطح المريخ على تربه تحتوي على كميات كبيره من السيليكا النقيه حيث السيليكا يمكن ان يتشكل من خلال تفاعل الصخور مع الابخره الحامضيه اما نتيجة الفعاليات البركانيه مع وجود الماء أو بيئة تحتوي على الينابيع الحارة.
بعد توقف المسبار سبيريت عن العمل راجع العلماء البيانات السابقة التي حصلوا عليها من خلال الجهاز mini-TES لدراستها بشكل مفصل من جديد والتي اكدت على احتواء صخور كولومبيا على الكاربونات وهذا يعني ان تلك التلال ربما قد كانت تحتوي على المياه (اكتشف الكاربونات في صخره تدعى Comanche).